# Долгое (озеро, Великолукский район)
Долгое (также Должанское или Борковское) — озеро в Борковской волости Великолукского района Псковской области. На южном берегу находится волостной центр, деревня Борки.
Площадь — 0,2 км² (20,7 га). Максимальная глубина — 17,0 м, средняя глубина — 7,0 м. Одно из самых глубоких озёр в Великолукском районе.
Слабопроточное. Относится к бассейну реки Балаздынь, притока реки Ловать.
Тип озера плотвично-окуневый с уклеей. Массовые виды рыб: щука, окунь, плотва, ерш, красноперка, уклея, карась, линь, вьюн, щиповка.
Для озера характерно: крутые, отлогие и низкие берега, частью заболочены, лес, болото, огороды. В литорали — песок, заиленный песок, ил, в профундали — ил, есть ямы.